# Łupice (Lubusz)
Łupice is een plaats in het Poolse district  Wschowski, woiwodschap Lubusz. De plaats maakt deel uit van de gemeente Sława en telt 779 inwoners.